# Dynamite (település)
Dynamite az Amerikai Egyesült Államok északnyugati részén, Washington állam Spokane megyéjében elhelyezkedő önkormányzat nélküli település.